# Agostino Santagostino
Agostino Santagostino (Milano, 1635 – Mandello del Lario, 1706) è stato un pittore italiano.

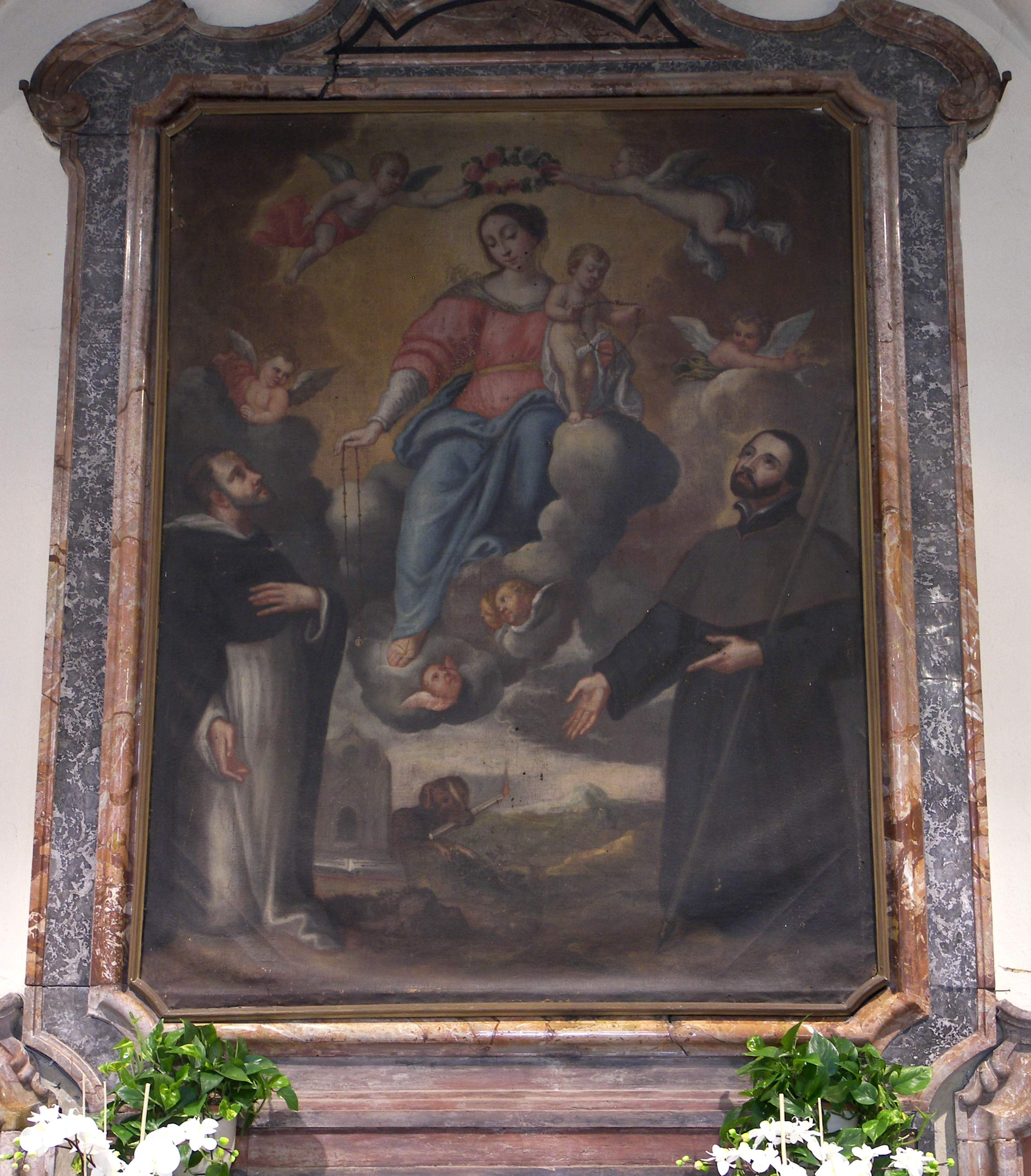
Pala d'altare dipinta da Agostino Santagostino, collocata nell'oratorio di Pusiano (CO)

Allievo del padre Giacomo Antonio Santagostino, esordì nel 1670 con una Predica di San Pietro Martire, ma ben più noti sono il Ritratto di Pietro Clerici (1672) e le Storie di San Lorenzo (1684). Anche il fratello Giacinto Santagostino fu apprezzato pittore. 
Un'importante opera del 1702 rappresentante su una pala d'altare l'incoronazione di Maria con San Francesco Saverio e San Domenico si trova nell'oratorio di San Francesco a Pusiano (Como)